# Ludham
Ludham is een civil parish in het bestuurlijke gebied North Norfolk, in het Engelse graafschap Norfolk met 1276 inwoners.